# Love, Victor
Love, Victor (No Brasil e em Portugal: Com Amor, Victor) é uma série de televisão via streaming de drama adolescente americana criada por Isaac Aptaker e Elizabeth Berger, inspirada e ambientada no mesmo universo do filme Love, Simon de 2018 e da obra Simon vs. the Homo Sapiens Agenda, de Becky Albertalli. A série estreou a 17 de junho de 2020, no serviço de streaming Hulu. A série é produzida pela 20th Television, com Aptaker e Berger como showrunners.
Michael Cimino estrela como Victor, um adolescente de uma família meio porto-riquenha, meio colombiano-americana que mora em Atlanta, ao lado de George Sear, Rachel Hilson, Bebe Wood, Anthony Turpel, Isabella Ferreira, Ana Ortiz, James Martinez, Mason Gooding e Mateo Fernandez. Nick Robinson, que atuou como o protagonista Simon no filme original, produz e narra a série. As filmagens começaram em agosto de 2019 em Los Angeles.
Em agosto de 2020, a série foi renovada para uma segunda temporada, com previsão de estreia para 11 de junho de 2021. Em 30 de julho de 2021 foi anunciado a renovação da série para uma terceira temporada, porém, no dia 8 de fevereiro de 2022 foi anunciado que a terceira temporada seria a última da série com estreia para 15 de junho de 2022.
A série estreou  no Brasil em 31 de agosto de 2021 pelo serviço de streaming Star+, extensão paga do Disney+ destinado a títulos mais adultos na América Latina. Os episódios têm dublagem em português do Brasil. Em Portugal, a série é disponibilizada através do Star (extensão do Disney+ na Europa), mas apenas na versão legendada, com a estreia da segunda temporada ocorrendo em 18 de junho de 2021.

## Premissa
A série se concentra em um novo aluno na Creekwood High School, Victor. A série acompanha sua jornada de autodescoberta: enfrentando desafios em casa e lutando contra sua orientação sexual. Ele estende a mão para Simon quando parece muito difícil para ele enfrentar o ensino médio.

## Elenco e personagens

### Principais
- Michael Cimino como Victor Salazar:[6] Um novo aluno na Creekwood High School, lutando com sua identidade em torno de sua orientação sexual e se adaptando a uma nova cidade.[7]
- Rachel Hilson como Mia Brooks:[6] a amiga inteligente de Victor, que tem um raciocínio rápido e uma risada fácil.[8]
- Anthony Turpel como Felix Westen:[6] o estranho novo vizinho de Victor que deseja fazer amizade com ele.[7]
- Bebe Wood como Lake Meriwether:[6] a melhor amiga de Mia obcecada por redes sociais.[7]
- Mason Gooding como Andrew:[6] o arrogante e popular jogador de basquete da Creekwood.[7]
- George Sear como Benji Campbell:[6] um colega de classe de Victor abertamente gay, confiante e charmoso de quem Victor gosta.[7]
- Isabella Ferreira como Pilar Salazar:[6] a ansiosa irmã mais nova de Victor preocupada com sua nova vida.[7]
- Mateo Fernandez como Adrian Salazar: irmão mais novo de Victor.[7]
- James Martinez como Armando Salazar: pai de Victor, um trabalhador braçal que dá duro para sustentar sua família.[7]
- Ana Ortiz como Isabel Salazar: mãe de Victor que sofre muita pressão depois de se mudar para uma nova cidade.[9]
- Anthony Keyvan como Rahim, amigo de Pilar que vem de uma família religiosa muçulmana iraniana e o novo interesse amoroso de Victor. Eventualmente ele entra em relacionamento com Connor. (3ª temporada; recorrente na 2ª temporada)[10]
- Ava Capri como Lucy, amiga de Benji e ex-namorada de Andrew que eventualmente se torna a namorada de Lake. (3ª temporada; recorrente na 2ª temporada)[10]

Nick Robinson, reprisa seu papel como Simon Spier de Love, Simon, ele aparece principalmente via voice-over, narrando as mensagens de Simon para Victor. Robinson aparece como o próprio Simon no oitavo episódio da primeira temporada e no terceiro episódio da segunda temporada.

### Recorrente
- Lukas Gage como Derek, o namorado de Benji (1ª temporada; participação na 2ª temporada).
- Mekhi Phifer como Harold Brooks, o pai de Mia.
- Sophia Bush como Veronica: a nova namorada do pai de Mia, que dirige uma organização sem fins lucrativos para mulheres.[11]
- Beth Littleford como Sarah, a gerente da cafeteria onde Victor e Benji trabalham (1ª temporada; participação na 2ª temporada).
- Leslie Grossman como Georgina Meriwether, uma apresentadora de notícias local e mãe de Lake.
- Ali Wong como a Sra. Thomas, professora de educação sexual da Creekwood (1ª temporada).
- Abigail Killmeier como Wendy, o par de Felix para o Baile da Primavera.
- Charlie Hall como Kieran, um dos melhores amigos de Andrew.
- AJ Carr como Teddy, outro amigo próximo de Andrew.
- Kayla Divenere como Jenny, uma das colegas de classe de Victor.
- Andy Richter como Treinador Ford, P.E. professor e treinador de basquete do time do colégio.
- Daniel Croix como Tyler, amigo de Mia que ela conheceu em um evento da faculdade (2ª temporada)
- Betsy Brandt como Dawn Westen, a mãe de Felix que sofre de problemas de saúde mental (2ª temporada)
- Kevin Rahm como o Sr. Campbell, pai de Benji (2ª temporada)
- Julie Benz como Shelby, a nova amiga de Armando e mais tarde interesse amoroso que ele conheceu em uma reunião da PFLAG (2ª temporada)
- Nico Greetham como Nick, um rapaz gay que frequenta a igreja dos Salazars (3ª temporada)[12]
- Tyler Lofton como Connor, garçom e interesse amoroso de Rahim (3ª temporada)

### Convidados
- Steven Heisler como Roger, o ex-chefe de Armando com quem Isabel teve um caso (1ª temporada)
- Keiynan Lonsdale como Bram Greenfeld, o namorado de Simon Spier. Este personagem foi apresentado em Love, Simon, interpretado pelo mesmo ator (1ª temporada)[13]
- Katya Zamolodchikova como ela mesma, se apresentando no clube gay Messy Boots em Nova York.[13]
- Tommy Dorfman como Justin, companheiro de quarto de Bram e Simon (1ª temporada)[13]
- Natasha Rothwell como Sra. Albright, vice-diretora da Creekwood, anteriormente professora de teatro da escola. Este personagem foi apresentado em Love, Simon, interpretado pela mesma atriz (1ª temporada)
- Terri Hoyos como Natalia Salazar, avó de Victor (1ª temporada)
- Juan Carlos Cantu como Tito Salazar, avô de Victor (1ª temporada)
- Jason Collins  como ele mesmo, jogando basquete com um grupo de gays (1ª temporada)
- Josh Duhamel como Jack Spier, o pai de Simon Spier, reprisando seu papel de Love, Simon (2ª temporada)
- Embeth Davidtz como a Sra. Campbell, mãe de Benji (2ª temporada)
- Nicholas Hamilton como Charlie, uma paixão online de Rahim (2ª temporada)
- Artemis Pebdani como a mãe de Rahim (3ª temporada)
- Tracie Thoms como Naomi, mãe distante de Mia (4ª temporada)
- Nia Vardalos como Theresa, uma mãe que Isabel e Armando encontram em uma reunião da PFLAG (3ª temporada)
- Eureka O'Hara como ela mesma, se apresentando em um bar gay (3ª temporada)
- Joshua Colley como Liam, um estudante gay enrustido na escola de Victor (3ª temporada)

## Episódios

### Resumo
| Temporada | Temporada | Episódios | Episódios | Originalmente lançado |
| --------- | --------- | --------- | --------- | --------------------- |
|           | 1         | 10        | 10        | 17 de junho de 2020   |
|           | 2         | 10        | 10        | 11 de junho de 2021   |
|           | 3         | 8         | 8         | 15 de junho de 2022   |

### 1ª temporada (2020)
| N.º na série | N.º na temp. | Título | Dirigido por   | Escrito por                      | Lançamento          |
| --- | ------------ | --- | -------------- | -------------------------------- | ------------------- |
| 1 | 1            | "Welcome to Creekwood" "bra: Bem-vindo a Creekwood" (BR) "prt: Bem-vindo a Creekwood" (PT)                                  | Amy York Rubin | Isaac Aptaker & Elizabeth Berger | 17 de junho de 2020 |
| Victor e sua família se mudam do Texas para Atlanta, Geórgia. A irmã mais nova de Victor, Pilar, se ressente de ter que deixar sua antiga vida e namorado para trás. Victor rapidamente se torna amigo do impopular Felix, que vive no mesmo prédio. Na escola, Victor conhece a querida Mia e sua melhor amiga Lake e desenvolve uma queda pelo estudante abertamente gay Benji. Victor é convidado a participar do time de basquete, mas entra em conflito com outro membro do time, Andrew, que ridiculariza Victor por ser aparentemente pobre. Victor aprende sobre a história de Simon Spier em Creekwood e envia uma mensagem via mídia social a fim de conselhos, e Simon responde que ele irá ajudar Victor se ele precisar conversar. No Carnaval de Inverno, Victor vê Mia e Benji, mas, querendo se encaixar, decide pedir a Mia para que ela ande na roda gigante com ele. |              | |                |                                  |                     |
| 2 | 2            | "Stoplight Party" "bra: Festa do Semáforo" (BR) "prt: Festa Decisiva" (PT)                                                  | Jason Ensler   | Brian Tanen                      | 17 de junho de 2020 |
| Victor se torna popular depois de ir à roda-gigante com Mia, que está começando a ter sentimentos por ele. Mia e Lake planejam uma festa com tema "semáforo", onde os alunos usam cores de acordo com o status do relacionamento. Victor começa a trabalhar em um café local onde Benji também trabalha, Brasstown, a fim de ganhar dinheiro para se juntar ao time de basquete. Na festa, Victor luta para se encaixar. Felix anseia por Lake, que gosta de Andrew. Em casa, Pilar termina com o namorado no Texas, enquanto Isabel e Armando enfrentam problemas conjugais. Victor compartilha um momento de ternura com Mia e envia uma mensagem para Simon dizendo que ele pode gostar dela. |              | |                |                                  |                     |
| 3 | 3            | "Battle of the Bands" "bra: Batalha das Bandas" (BR) "prt: Batalha das Bandas" (PT)                                         | Pilar Boehm    | Jen Braeden                      | 17 de junho de 2020 |
| Victor convida Mia para sair e planeja levá-la para uma Batalha das Bandas hospedada em Brasstown. Lake pede que Andrew vá com ela para a competição, que concorda em passar um tempo com Mia. Benji e Victor se unem enquanto trabalham juntos, e Victor descobre que Benji se apresentará na Batalha das Bandas. Preocupado que estar perto de Benji o distraia de seu encontro com Mia, Victor prefere levá-la a uma exposição de arte, onde eles compartilham seu primeiro beijo. Victor e Mia acabam chegando ao final da Batalha das Bandas, e a paixão de Victor por Benji cresce depois de vê-lo se apresentar. No entanto, é revelado que Benji tem um namorado, Derek. Lake descobre que Andrew está apaixonado por Mia. Enquanto isso, Pilar ajuda sua mãe Isabel a criar uma página no Facebook e fica chocada ao saber que Isabel está trocando mensagens online e flertando com um homem chamado Roger. |              | |                |                                  |                     |
| 4 | 4            | "The Truth Hurts" "bra: A Verdade Dói" (BR) "prt: A Verdade Magoa" (PT)                                                     | Michael Lennox | Marcos Luevanos                  | 17 de junho de 2020 |
| Pilar, desconfiada de que Isabel está tendo um caso, está com o coração partido. Ela compartilha as notícias com Victor, que não acredita que sua mãe trapaceie, mas é convencido a marcar uma reunião com Roger, fingindo ser Isabel. Victor vê Roger pessoalmente e fica chocado ao descobrir que ele é o ex-chefe de seu pai, Armando. Victor se reúne com Mia e ouve a tristeza dela pelo fato de seu pai estar namorando uma nova mulher, numa forma de superar a falta de sua mãe. Em um jogo de basquete, Victor confronta seus pais sobre o caso de Isabel e descobre que Armando já está ciente disso. Pilar e Victor ficam chocados ao saber que se mudaram para Atlanta devido caso. |              | |                |                                  |                     |
| 5 | 5            | "Sweet Sixteen" "bra: Doce Dezesseis" (BR) "prt: Doce Dezasseis" (PT)                                                       | Anne Fletcher  | Sheila Lawrence                  | 17 de junho de 2020 |
| Os Salazars não estão próximos desde o confronto na semana anterior, perturbando Victor. Simon avisa Victor para arranjar tempo para si mesmo, enquanto Victor responde que ele espera descobrir sua identidade. O décimo sexto aniversário de Victor está chegando e uma festa está sendo realizada. Toda a família e amigos de Victor estão chegando, incluindo Mia e Benji. Felix e Lake se unem enquanto fazem um recado para a festa. Na festa, os avós de Victor acidentalmente veem Benji e Derek se beijando, o que os irrita. Victor e Isabel defendem Benji. Mia e Pilar se relacionam com suas respectivas lutas familiares. Victor e Mia se beijam e declaram um para o outro. Armando avisa Victor que Adrian pode ser gay e que ele não está feliz com isso. |              | |                |                                  |                     |
| 6 | 6            | "Creekwood Nights" "bra: Noites em Creekwood" (BR) "prt: Noites de Creekwood" (PT)                                          | Anu Valia      | David Smithyman                  | 17 de junho de 2020 |
| Mia e Lake discutem o relacionamento de Mia com Victor. Ela quer que o relacionamento seja mais do que é e se interessa por sexo. Benji quer comemorar seu primeiro aniversário de namoro com Derek, e ele quer fazer um encontro romântico. Victor confidencia para Benji que ele é virgem e hesita em fazer sexo com Mia. Benji compartilha que, se ele pode fazê-lo, qualquer um pode. Nervoso, Victor leva Felix com ele, para grande desgosto de Mia. No encontro, Benji se declara mais para Derek, mas ele não está feliz com isso. Felix e Lake se beijam pela primeira vez. Lake sugere que Victor é gay, então ele tenta se forçar a fazer sexo com ela. Porém, ele não consegue, e diz que é antiquado. Ela aceita isso. Victor manda mensagem para Simon e diz que não se sente atraído por Mia e que acaba com as coisas antes que elas se machuquem. |              | |                |                                  |                     |
| 7 | 7            | "What Happens In Willacoochee..." "bra: O Que Acontece Em Willacooche..." (BR) "prt: O Que Acontece Em Willacooche..." (PT) | Jay Karas      | Danny Fernandez                  | 17 de junho de 2020 |
| Victor está vendo o namoro de Mia como uma chance de ser normal. Mia pede que ele participe de uma arrecadação de fundos com ele e ele aceita. Andrew anseia por Mia no evento de arrecadação de fundos. Lake diz a Felix que sua conexão nunca aconteceu, mas Felix mais tarde percebe que quer namorar seriamente com Lake. Benji e Victor são forçados a fazer uma viagem para pegar uma nova máquina de café depois que a da cafeteria onde trabalham ter quebrado. Victor não quer ir ao evento de arrecadação, então diz a Benji que eles devem ficar em um hotel durante a noite até que a máquina de café seja consertada. No hotel, Benji revela que quase morreu uma noite dirigindo bêbado enquanto tentava negar sua sexualidade. Benji diz a Victor que ele é fácil de conversar e está feliz por serem amigos. Mais tarde naquela noite, Victor beija Benji, que o empurra para longe, pois ele ainda está com Derek. Horrorizado, Victor envia uma mensagem para Simon, que o tranquiliza sobre quem ele é. Benji sugere que eles não falem sobre o beijo. |              | |                |                                  |                     |
| 8 | 8            | "Boy's Trip" "bra: Viagem dos Garotos" (BR) "prt: Viagem de Rapazes" (PT)                                                   | Todd Holland   | Brian Tanen                      | 17 de junho de 2020 |
| Victor faz uma viagem para visitar Simon na cidade de Nova York, onde ele é recebido na cidade pelo grupo de amigos que aceitam Simon (o próprio Simon está em uma festa fora do estado). Mia se irrita quando Victor não está presente novamente, então ela se aproxima de Andrew. No castigo na escola, Andrew e Mia descobrem que Lake e Felix estavam saindo. Envergonhado, Lake incomoda Felix ao dizer que quer manter o relacionamento em segredo. Mia diz a Andrew que deseja que ele seja uma pessoa melhor, mas ela ainda se importa com ele. Enquanto estavam em uma festa de despedida, os amigos de Simon acidentalmente deixaram escapar que todos estavam cientes da situação de Victor na escola e com Benji. Victor se irrita e Simon aparece e explica que seus amigos lhe ajudaram a aconselhar Victor através das mensagens. Victor se reconcilia com Simon e seus amigos, que ajudam Victor a perceber que todos se ajudam e que ele tem pessoas que o aceitam. |              | |                |                                  |                     |
| 9 | 9            | "Who the Hell is B?" "bra: Quem Diabos é B?" (BR) "prt: Quem Raio é B?" (PT)                                                | Rebecca Asher  | Jeremy Roth & Jess Pineda        | 17 de junho de 2020 |
| De volta em Atlanta, Victor decide se abrir para os seus amigos sobre seus sentimentos e ele conta para Felix, que o aceita sem preconceito. Victor fica perturbado ao saber que Benji, devido ao beijo, irá trabalhar em outro lugar. Simon aconselha Victor a escrever uma carta para Benji e ver se ele o entenderá melhor e seus erros. Isabel e Armando continuam a discutir, o que incomoda Victor e Pilar. Felix continua seu romance com Lake e descobre que ela tem uma mãe autoritária. Para fazê-la se sentir melhor, ele tenta lhe dizer que ele também tem uma vida estressante em casa, mas ela ainda não quer ser vista com ele devido aos padrões de sua mãe. Felix decide terminar com Lake. Na mochila de Victor, Pilar encontra uma carta para B, sem saber que a carta é de Victor para Benji. |              | |                |                                  |                     |
| 10 | 10           | "Spring Fling" "bra: Lance de Primavera" (BR) "prt: Baile de Primavera" (PT)                                                | Jason Ensler   | Isaac Aptaker & Elizabeth Berger | 17 de junho de 2020 |
| Benji recebe o bilhete de Victor, mas diz a Victor que ele precisa de seu espaço. Victor planeja levar Mia para o Baile de Primavera e contar a verdade no dia seguinte. Felix e Lake vão ao baile com parceiros separados, mas acabam se reconciliando e se beijando na frente de toda a escola, fazendo de seu relacionamento algo público. Felix acidentalmente diz a Pilar que o B no bilhete representa Benji. Quando Pilar confronta Benji sobre beijar Victor, Derek ouve; Benji e Derek terminam depois. Mais tarde, enquanto conversava com Victor, Benji confessa que Derek não o fez se sentir bem como Victor, e eles se beijam confessando seus sentimentos um pelo outro, o que Mia testemunha sem o conhecimento dos dois. Victor, para proteger seu relacionamento com Benji, promete a ele que contará a todos. Quando Mia confronta Victor sobre seu beijo com Benji e questiona se ele gostava dela, ele afirma que partes do relacionamento eram reais. Pilar confronta Victor por ele ser gay, mas ele insiste que ainda é a mesma pessoa. Consolados, Pilar e Victor vão para casa, onde seus pais anunciam que vão se separar. Apesar das notícias, Victor se assume para seus pais. |              | |                |                                  |                     |

### 2ª temporada (2021)
| N.º na série | N.º na temp. | Título                                                        | Dirigido por          | Escrito por                      | Lançamento          |
| --- | ------------ | ------------------------------------------------------------- | --------------------- | -------------------------------- | ------------------- |
| 11 | 1            | "Perfect Summer Bubble" "bra: A Bolha do Verão Perfeita" (BR) | Jason Ensler          | Isaac Aptaker & Elizabeth Berger | 11 de junho de 2021 |
| Depois de se assumir para seus pais, Victor recebe um abraço de Pilar, mas seu pai apenas lhe dá um tapinha no ombro e sua mãe se afasta completamente. Após 10 semanas, a tensão entre Victor e sua mãe é clara. No entanto, seu romance com Benji continua sem interrupções. Armando e Adrian, que ainda não sabe que Victor é gay, começam a decorar sua nova casa após sua separação com Isabel, comprando uma tartaruga no processo. Depois de uma conversa estranha em que Benji revela que não foi à casa de Victor desde que ele se assumiu, Victor finalmente entra em ação. Ele convida seus amigos para jantar, mencionando Benji pelo nome. Isabel tenta sabotar o jantar e não consegue. Mia acaba de voltar de seu trabalho como conselheira de acampamento e percebeu que não se encaixava mais em Creekwood. Victor e seus amigos vão para o Lago Lanier, e ele expressa seu ressentimento em relação a Isabel por suas indiscrições do passado. Ele também compartilha um momento com Benji, percebendo que eles têm um ao outro para se apoiar nesses tempos difíceis que estão por vir. Armando, após devolver Adrian de volta à casa de Isabel, lembra a ela que eles não têm escolha a não ser aceitar Victor como ele é. Victor e Benji voltam da noite da fogueira, e a mãe de Felix, Dawn, aparece e é mostrado que ela sofre de depressão severa que resultou na perda do emprego e risco de despejo. Victor diz firmemente a Isabel que ela deve se referir a Benji como seu namorado a partir de agora. |              |                                                               |                       |                                  |                     |
| 12 | 2            | "Day One, Take Two" "bra: Dia Um, Tomada Dois" (BR)           | Alex Hardcastle       | Brian Tanen                      | 11 de junho de 2021 |
| Victor está animado para se assumir no primeiro dia do segundo ano, mas Isabel inadvertidamente coloca uma semente de dúvida quando menciona como os alunos do ensino médio podem ser cruéis com adolescentes gays. Quando o time de basquete pergunta a Victor se ele ainda está namorando Mia, Victor entra em pânico e apenas diz que eles terminaram, o que se transforma em um boato de que Mia traiu Victor. Quando alguns rapazes envergonham Mia na escola, Victor começa a brigar e é mandado para a detenção. Enquanto isso, Felix tenta encontrar maneiras de arrecadar US$ 200 dólares para evitar que sua família seja despejada. Ele confia seus problemas a Pilar, que lhe dá o dinheiro que economizou com seu emprego de verão para que Victor não perca seu melhor amigo. Em casa, Armando e Isabel sentam-se com Victor, e ele critica Isabel por sua falta de apoio durante o verão. Ele implora que ela diga que aceita ele como gay, mas ela não diz nada. Depois de uma conversa com Benji, que diz que pode manter o relacionamento em segredo na escola pelo tempo que for necessário, Victor vai para a escola no dia seguinte e libera Mia publicamente de qualquer ação errada antes de se assumir oficialmente. Ele e Benji então caminham pelo corredor e compartilham seu primeiro beijo público. |              |                                                               |                       |                                  |                     |
| 13 | 3            | "There's No Gay in Team" "bra: Não Há Gays no Time" (BR)      | Alex Hardcastle       | JC Lee                           | 11 de junho de 2021 |
| Alguém do time de basquete reclama com o treinador Ford por não se sentir confortável com Victor no vestiário. Ele tenta chegar a um acordo, oferecendo a Victor seu próprio espaço privado nos vestiários, mas isso só faz Victor se sentir não acolhido por sua própria equipe. Mia começa a namorar um calouro da faculdade chamado Tyler, que a convida para uma festa da faculdade depois que ela mente sobre sua idade. Armando participa de sua primeira reunião da PFLAG, um grupo de conciêntização aos pis que tem filhos LGBTs. O grupo é liderado pelo pai de Simon, Jack. Os dois se encontram em um bar depois, onde Jack dá conselhos a Armando sobre como apoiar Victor. Felix começa a fazer o dever de casa de outras pessoas em troca de dinheiro, na tentativa de pagar Pilar e ajudar sua mãe. Lake descobre e desiste de ir à festa da faculdade com Mia para ajudá-lo a fazer o dever de casa. Ela também ajuda Felix a pagar Pilar. Mia fica bêbada na festa, onde Derek (ex-namorado de Benji) a vê e chama Victor e Benji para buscá-la. Victor e Mia conversam sobre o rompimento e decidem continuar sendo amigos. Cansado da homofobia do time e desapontado com Andrew por não se apresentar como capitão para ajudá-lo, Victor deixa o basquete. |              |                                                               |                       |                                  |                     |
| 14 | 4            | "The Sex Cabin" "bra: O Chalé do Sexo" (BR)                   | Jason Ensler          | Jillian Moreno & Alex Freund     | 11 de junho de 2021 |
| Depois de semanas sem conseguir encontrar um pouco de privacidade, Benji convida Victor, Felix e Lake para a cabana de sua família no lago, onde Victor e Felix sentem a necessidade de fazer sexo com seus namorados pela primeira vez. Victor fica apavorado, pois não sabe nada sobre sexo gay, e tenta entrar em contato com Simon, mas a cabana não tem sinal de internet. Felix se preocupa que Lake não o ache atraente quando ela fica evitando oportunidades para eles ficarem sozinhos. Andrew e sua nova namorada Lucy se juntam aos outros na cabana, e Mia e Tyler também tentam vir mas o carro deles estoura um pneu, e Tyler força Mia a trocar. Cansada pela atitude ridícula de Tyler, Mia caminha o resto da viagem até a cabana. Armando e Isabel passam o sábado tentando encontrar a tartaruga de estimação de Adrian, o que resulta em eles dormindo juntos. Depois de se cortar acidentalmente nas partes íntimas ao barbear, Felix finalmente pergunta a Lake se ela não o acha atraente, mas ela revela que teve problemas com o corpo durante toda a sua vida e tem medo de Felix não achá-la atraente. Os dois vão nadar nus antes de fazer sexo no píer do lago. Victor diz a Benji que está com medo de fazer sexo e diz que está tudo bem. Os dois se abraçam durante a noite e adormecem na mesma cama. Na manhã seguinte, após uma mensagem de Simon dizendo a ele que apenas ele e Benji são responsáveis por suas vidas sexuais, Victor diz a Benji que o ama e inicia sua primeira vez juntos, que Benji retribui.                                                                                           |              |                                                               |                       |                                  |                     |
| 15 | 5            | "Gay Gay" "bra: Gay, Gay" (BR)                                | Kristin Windell       | Marcos Luevanos                  | 11 de junho de 2021 |
| Victor se sente perdido em Creekwood depois de deixar o time de basquete, mas ainda se recusa a voltar, mesmo quando Andrew tenta convencê-lo do contrário. Isabel continua se esquivando das tentativas de Armando de fazê-la vir para a PFLAG. Ela visita o padre Lawrence, o padre de sua igreja, que diz que Victor está apenas "perdido" e que ela precisa conduzi-lo "de volta a Deus". Ela diz isso a Armando, e ele lhe dá um ultimato; Aceite a sexualidade de Victor ou eles não se reconciliarão. Felix convida Lake para jantar com sua mãe depois que ela parece estar bem com a nova medicação, mas a refeição dá errado quando Dawn fica maníaca e quebra alguns pratos. Felix faz Lake prometer não contar a ninguém. Victor vai a um show da banda de Benji, mas quando um dos membros chama Victor de "fantasia de garoto hétero", ele se sente ainda mais inseguro de si mesmo. Mais tarde, Andrew joga basquete com Victor. Victor revela que está cansado de ter que justificar sua sexualidade para todos. Na manhã seguinte, Andrew e a equipe tingem o cabelo de rosa, uma referência a Victor se perguntando se a equipe reagiria mal se ele fizesse isso, e se desculpam por isolar Victor. Victor pinta o cabelo também e volta ao time a tempo para o jogo da primeira temporada de jogos. Como um pedido de desculpas pelos comentários de seus amigos, Benji se junta às lideres de torcida do basquete em uma dança em grupo para o time. Depois que Lucy termina com Andrew, ele percebe seus sentimentos por Mia e a beija.                                                                                     |              |                                                               |                       |                                  |                     |
| 16 | 6            | "Sincerely, Rahim" "bra: Atenciosamente, Rahim" (BR)          | Sarah Boyd            | Michelle Lirtzman                | 11 de junho de 2021 |
| Rahim, amigo de Pilar, pede ajuda a Victor para se assumir aos seus pais muçulmanos tradicionais. Ele convida Rahim para conversar em seu apartamento antes de Isabel voltar do ensaio do Coro da Igreja, apenas para ela voltar mais cedo e oferecer conselhos surpreendentemente úteis para Rahim. Victor entende isso como um sinal de que Isabel está tentando, e aceita uma oferta anterior dela para ir até a igreja e ver ela cantar. Enquanto isso, Mia leva Veronica correndo para o hospital depois que ela tem contrações precoces. Andrew a encontra no hospital, e depois de uma conversa franca com Veronica em recuperação, ela se arrisca em seu relacionamento com Andrew e o convida para o casamento de seu pai. Victor é abordado pelo padre Lawrence na igreja, que lhe diz que sua mãe está orando para que ele "encontre o caminho de volta para Deus". Fora da igreja, Victor finalmente confronta sua mãe, dizendo que o comportamento dela tornou difícil para ele amar a si mesmo. Isabel assume suas ações e jura trabalhar mais duro para aceitar Victor. Preocupada com Felix, Lake quebra a promessa de não dizer nada sobre Dawn, e fala para sua mãe, que por sua vez conta a Felix sobre um terapeuta que pode ajudar Dawn de graça. Felix conta a Dawn sobre o terapeuta, o que desencadeia um episódio maníaco que resulta em Dawn sendo internada em um centro de saúde mental por 72 horas. Magoado com a perspectiva de perder sua mãe e ser colocado em um orfanato, Felix termina com Lake. A Assistência Social permite que Félix fique com os Salazar por enquanto, e ele chora nos braços de Isabel. |              |                                                               |                       |                                  |                     |
| 17 | 7            | "Table for Four" "bra: Mesa Para Quatro" (BR)                 | Satya Bhabha          | Jeremy Roth                      | 11 de junho de 2021 |
| É o aniversário de Benji e Victor planeja comemorar com ele. Mas quando ele descobre com os pais de Benji que Benji não bebe e está em Alcoólicos Anônimos há um ano, eles brigam sobre o fato de que ele escondeu a verdade de Victor. Lake tenta reconquistar Felix com um encontro romântico no aquário. Felix a encontra lá, e enquanto ele entende que ela estava tentando ajudar sua família, sempre que ele vê Lake ele sente tristeza por perder sua mãe. Ele revela que ela está detida indefinidamente no hospital antes de dizer a Lake que o namoro deles acabou. Isabel tenta comparecer a uma reunião do PFLAG e vê Armando flertando com uma mãe solteira. Ela e Armando concordam em ver outras pessoas. Benji pede desculpas a Victor e promete que está trabalhando em si mesmo e eles se beijam. Isabel chega em casa e encontra Victor e Benji fazendo sexo. |              |                                                               |                       |                                  |                     |
| 18 | 8            | "The Morning After" "bra: A Manhã Seguinte" (BR)              | Natalia Leite         | Sarah LaBrie                     | 11 de junho de 2021 |
| Após pegar Victor e Benji transando, Isabel entra em confronto com Benji, no qual furioso Benji furioso revela que Isabel não suporta Victor por ser gay e isso é ouvido por Adrian. Atordoado, Victor pede que Benji saia. Na manhã seguinte, os Salazar finalmente dizem a Adrian que Victor é gay, e ele concorda com isso. Mia fica chateada ao saber que seu pai está se mudando para a Califórnia após o casamento, e começa a discutir sobre se reconectar com sua mãe afastada. Ela o faz prometer não aceitar o emprego, mas ele volta atrás em sua palavra. Depois que Benji fica com raiva de Victor por não ficar do lado dele contra Isabel, Victor diz a Benji que ele nunca vai entender sua experiência de se confessar para pais latinos. Felix e Pilar se aproximam e ela o beija. Depois que o padre Lawrence diz a Adrian que Victor pode ir para o inferno por ser gay, Isabel finalmente defende seu filho e sai da igreja. Victor se torna próximo de Rahim, e eles formam uma amizade por serem gays. Benji e Victor fazem as pazes, mas depois de descobrir que Victor contou seus segredos para Rahim, Benji diz que eles deveriam dar um tempo. |              |                                                               |                       |                                  |                     |
| 19 | 9            | "Victor's Day Off" "bra: A Folga de Victor" (BR)              | Kevin Rodney Sullivan | Brian Tanen                      | 11 de junho de 2021 |
| Oprimido por relacionamentos tensos com Benji e Isabel, Victor decide faltar à escola com Rahim. Ao longo do dia, eles encontram Armando em um encontro com uma amiga da PFLAG. Depois de se divertir à noite em um bar gay no centro da cidade, Isabel encontra os meninos após passar o dia procurando por eles. Victor confidencia que está preocupado com a possibilidade de Benji terminar com ele, e ele estava com medo de contar a ela porque ele pensou que ela ficaria feliz que seu primeiro relacionamento gay esteja terminando. Isabel se desculpa por como lidou com a revelação de Victor por ser gay e promete que o ama e o aceita como ele é. Depois de deixar Rahim, Victor recebe um telefonema de Benji dizendo que eles precisam de mais tempo separados e que ele não será seu par no casamento do pai de Mia. Pronta para ser uma mãe melhor para Victor, Isabel o conforta. |              |                                                               |                       |                                  |                     |
| 20 | 10           | "Close Your Eyes" "bra: Feche Os Olhos" (BR)                  | Jason Ensler          | Isaac Aptaker & Elizabeth Berger | 11 de junho de 2021 |
| O casamento do pai de Mia está se aproximando e seu relacionamento torna-se tenso depois que Harold revela que ainda aceitaria o emprego na Califórnia. Victor convida Rahim para lhe acompanhar no casamento já que ele está evitando Benji. A mãe de Felix chega em casa, onde ela jura fazer melhor e diz a ele para perdoar Lake. Isabel e Benji fazem as pazes, com Isabel não querendo atrapalhar o relacionamento dele com Victor. Benji vai dizer a Victor que ele quer voltar, mas sai furioso depois de ver Victor dançando com Rahim. Rahim então confessa que tem sentimentos por Victor e eles se beijam. Ele diz a Victor que se ele se sente da mesma maneira, ele sabe onde Rahim mora. Enquanto isso, Felix dança com Lake, mas fica em conflito com seus novos sentimentos por Pilar. Victor e Felix conversam sobre o que devem fazer e se ajudam a perceber com quem não podem viver. Felix vai atrás de Pilar e eles se beijam. Lake decide sair com Lucy, sugerindo um possível relacionamento. Armando e Isabel decidem dar outra chance ao casamento. Andrew e Mia vão embora para encontrar a mãe de Mia. Victor corre para encontrar quem ele escolhe, mas atende a uma ligação de Simon. Victor agradece a Simon por tudo, mas diz que ele pode cuidar do próximo capítulo de sua vida sozinho e é visto tocando a campainha da casa de algum rapaz. |              |                                                               |                       |                                  |                     |

### 3ª temporada (2022)
| N.º na série | N.º na temp. | Título                                                                  | Dirigido por    | Escrito por                      | Lançamento          |
| --- | ------------ | ----------------------------------------------------------------------- | --------------- | -------------------------------- | ------------------- |
| 21 | 1            | "It's You" "É Você" (BR)                                                | Jason Ensler    | Brian Tanen                      | 15 de junho de 2022 |
| É revelado que Victor escolheu Benji, e eles revivem seu primeiro beijo real no banco da escola. Enquanto isso, Rahim espera Victor aparecer, mas é consolado por sua mãe depois que ele não aparece. Felix e Pilar se aproximam e Felix quer contar aos pais de Pilar sobre o relacionamento deles, mas ela resiste devido ao pai superprotetor. Lake continua a sair com Lucy e eles quase se beijam, até que Lake entra em pânico e se afasta. Armando e Isabel anunciam que estão juntos novamente. Benji revela que voltou a beber e decide ir para a reabilitação por três semanas. Mia vai visitar sua mãe, tentando sem sucesso convencê-la a se mudar para Creekwood. |              |                                                                         |                 |                                  |                     |
| 22 | 2            | "Fast Times at Creekwood High" "Tempo acelerado na Creekwood High" (BR) | Melissa Kosar   | Marcos Luevanos                  | 15 de junho de 2022 |
| Victor fica triste por Benji estar longe. Felix está chateado porque Pilar está escondendo seu relacionamento de seus pais, mas depois de conversar com Victor, entende o porquê. Victor convence Rahim a voltarem a ser amigos depois de se desculpar por não reconhecer que havia algo entre eles. Lake finalmente beija Lucy. Mia dá uma festa e Victor e Andrew ficam chapados. Após a insistência de Lucy e Pilar, Lake e Felix falam em particular e ficam de bem sobre o rompimento deles. Isabel participa de sua primeira reunião do PFLAG e admite que não está pronta para se perdoar por não ter aceitado Victor antes. Benji volta da reabilitação e termina com Victor por causa de sua recuperação. |              |                                                                         |                 |                                  |                     |
| 23 | 3            | "The Setup" "Encontro armado" (BR)                                      | Steven Canals   | Rick Wiener & Kenny Schwartz     | 15 de junho de 2022 |
| Victor está magoado após sua separação. Isabel e Armando encontram uma igreja LGBT e convidam Victor para conhecer. Eles conhecem outro casal com um filho gay chamado Nick e tentam armar para os dois rapazes. Victor é inicialmente resistente, mas acaba gostando de Nick e eles fazem sexo no carro dos pais de Nick. Rahim acaba por ser o novo tutor de cálculo de Benji. Felix e Pilar conhecem o novo namorado da mãe de Felix, e Felix é hostil com ele até que Pilar o convence a deixar sua mãe viver sua vida. Lake e Lucy fazem sexo pela primeira vez. Mia vai morar com Lake enquanto seu pai começa seu novo emprego em Stanford. |              |                                                                         |                 |                                  |                     |
| 24 | 4            | "You Up?" "Você está acordado?" (BR)                                    | Jason Ensler    | Michelle Lirtzman                | 15 de junho de 2022 |
| Victor e Nick continuam tento um caso regularmente, mas quando Victor convida Nick para um encontro, Nick revela que ele só quer um relacionamento casual. Lake implora para Mia ir com a mãe para um dia de compras porque ela não gosta de ser constantemente criticada. Mia tenta convencer Lake de que sua mãe a ama e ela deveria contar a ela sobre Lucy. Os pais de Pilar descobrem sobre o relacionamento de Pilar e Felix. Armando fica inicialmente com raiva, mas Isabel o convence a deixar Pilar ter alguma liberdade. Mais tarde, ela encontra pílulas anticoncepcionais no quarto de Pilar. Lake finalmente pede à mãe que pare de ser tão crítica com ela e também revela seu relacionamento com Lucy. Victor termina com Nick e se junta a um site de namoro. Rahim ajuda Benji a tirar um A- e Benji ajuda Rahim a 'agir direito' quando seu tio extremamente religioso chega à cidade. |              |                                                                         |                 |                                  |                     |
| 25 | 5            | "Lucas and Diego" "Lucas e Diego" (BR)                                  | Randall Winston | Debby Wolfe                      | 15 de junho de 2022 |
| Rahim e Andrew ajudam Victor a criar um perfil de namoro com o nome "Diego" com uma foto do abdômen de Andrew. Ele conversa com um rapaz chamado Lucas e eles marcam um encontro, mas acaba sendo Benji e eles passam a noite juntos. O pai de Benji consegue que o acidente de carro dde Benji quando estava bêbado seja apagado de seu registro, mas Benji ainda está preocupado com as memórias do incidente. Os pais de Pilar a proíbem de ver Felix depois de encontrar as pílulas, mesmo quando ela tenta explicar que eles ainda não fizeram sexo. Pilar foge para ver Felix e tenta fazer sexo com ele, mas ele diz a ela para esperar, pois ele queria que sua primeira vez fosse especial. Ela o acusa de valorizar a aprovação de seus pais acima dela e sai com raiva. O pai de Benji pede a Victor que fique longe de Benji, alegando que ele foi a causa de suas recaídas. |              |                                                                         |                 |                                  |                     |
| 26 | 6            | "Agent of Chaos" "Agente do caos" (BR)                                  | Jason Ensler    | Nasser Samar                     | 15 de junho de 2022 |
| Mia fica chateada quando Veronica entra em trabalho de parto cedo e não pode estar presente para o nascimento de seu irmãozinho. Victor percebe que um colega de classe chamado Liam está no armário e quer ser 'seu Simon' e ajudá-lo, mas Liam não entende e tenta beijar Victor. Ele então foge quando Victor o rejeita. A mãe de Rahim mente para seu tio que Pilar é a namorada de Rahim e os quatro saem para jantar, onde um garçom chamado Connor flerta com Rahim. Andrew faz uma videochamada com Veronica e o pai de Mia para que ela possa sentir que está lá com eles. Victor encontra Nick na igreja e Nick pede desculpas por como ele tratou Victor. Armando diz a Pilar que ele e Isabel perderam um bebê na adolescência, por isso ele é superprotetor. Ele diz que ela pode ver Felix novamente. Lucy revela que vai se formando cedo e se mudar para Portland no final do semestre. Rahim diz à mãe que nunca mais quer esconder quem é, e ela concorda. Pilar termina com Felix, sentindo que era muito fácil para ele escolher sua família em vez dela. Nick aparece na casa de Victor com flores e o convida para jantar.                                                                        |              |                                                                         |                 |                                  |                     |
| 27 | 7            | "The Gay Award" "O Prêmio Gay" (BR)                                     | Natalia Leite   | Alex Freund & Jillian Moreno     | 15 de junho de 2022 |
| Nick quer levar as coisas devagar com Victor desta vez. Victor é informado de que está recebendo um prêmio de bravura por sua experiência de se assumir no time de basquete e tem sentimentos contraditórios sobre aceitá-lo. O namorado da mãe de Felix termina com ela. Victor e Nick vão a um encontro duplo com Rahim e Connor. Andrew e Mia vão visitar o pai dela, Veronica, e o novo bebê, mas Andrew não conta a Mia que perdeu um jogo importante com os recrutadores da faculdade para fazer a viagem. Benji começa a questionar se evitar Victor é realmente a melhor coisa para ele. Rahim confronta alguns caras homofóbicos no jantar e admite a Victor que está chateado por Victor não querer o prêmio de bravura, porque ele não tem o privilégio de escolher quando ser visto como gay. Lake decide terminar com Lucy. Mia começa a questionar sua decisão de ficar em Creekwood. Victor decide aceitar o prêmio, e Rahim dá seu primeiro beijo com Connor. Benji se aproxima da casa de Victor para conversar, mas vê Victor beijando Nick e decide ir para o internato. |              |                                                                         |                 |                                  |                     |
| 28 | 8            | "Brave" "Bravura" (BR)                                                  | Jason Ensler    | Isaac Aptaker & Elizabeth Berger | 15 de junho de 2022 |
| Mia decidiu se mudar para ficar com sua família. Lake e Felix se aproximam depois que ele a conforta após o término. Benji diz a Victor que ele vai para o internato. Mia finalmente diz a Andrew que está se mudando e termina com ele. Victor aceita seu prêmio e faz um discurso sobre como a bravura significa não ter medo de ter medo, mas seu discurso também deixa claro para Nick que ele não superou Benji, então eles se separam. Lake e Felix se beijam, mas ela diz a ele que eles não podem voltar porque ela está apaixonada por Lucy. Mia decide ser corajosa e concorda em fazer um relacionamento de longa distância com Andrew. Lake diz a Lucy que ela pode se mudar para o condomínio extra de sua mãe em Creekwood depois que ela se formar, para que elas voltem a ficar juntas. Armando deixa o emprego depois de brigar com seu chefe homofóbico, e ele e Isabel decidem abrir sua própria empresa. Felix pede desculpas a Pilar por não priorizá-la. Victor diz a Benji que não o superou, mas Benji diz que é tarde demais, pois já decidiu sair. Mais tarde, ele aparece no Festival de Inverno depois de mudar de ideia, e ele e Victor voltam a ficar juntos e se beijam na roda gigante. |              |                                                                         |                 |                                  |                     |

## Produção

### Desenvolvimento
Em abril de 2019, o Disney+ fez um pedido ao 20th Century Fox Television para iniciar a produção de uma série baseada no filme Love, Simon, com os escritores do filme, Isaac Aptaker e Elizabeth Berger, incluídos como showrunners. O programa se concentraria em novos personagens e seria ambientado no mesmo mundo do filme.

"Love, Simon é uma história poderosa abraçada pelos críticos e o público por suas mensagens universais de autenticidade, amor e aceitação. Temos a honra de fazer parceria com a talentosa equipe da 20th Century Fox Television para trazer este novo capítulo de uma história amada para o Disney+, continuando a narrativa pessoal e edificante que cativou os fãs do filme original."— Agnes Chu (SVP content, Disney+)
Em fevereiro de 2020, a série foi renomeada para Love, Victor e mudou-se para o Hulu, com estreia marcada para junho de 2020, tornando-se a segunda série – depois de High Fidelity – a passar do Disney+ para o Hulu. Em abril de 2020, foi anunciado que a série estava programada para estrear em 19 de junho de 2020.
Em 10 de junho de 2020, a data de estréia foi adiada para 17 de junho de 2020, para dar ao Juneteenth seu próprio dia no centro das atenções. Em 7 de agosto de 2020, o Hulu renovou a série para uma segunda temporada. No dia 30 de julho de 2021 foi anunciado a renovação da série para uma terceira temporada. Em 8 de fevereiro de 2022, foi anunciado que a terceira temporada seria a última da série.

### Elenco
Em junho de 2019, Ana Ortiz foi escalada como Isabel. Em meados de agosto, o elenco completo da série foi anunciado, com Michael Cimino como o protagonista, Victor. Também foram anunciados James Martinez como Armando, Isabella Ferreira como Pilar, Mateo Fernandez como Adrian, Johnny Sequoyah como Mia, Bebe Wood como Lake, George Sear como Benji, Anthony Turpel como Felix e Mason Gooding como Andrew. Também foi anunciado que Nick Robinson, que estrelou o filme, iria produzir e narrar a série. Mais tarde naquele mês, foi relatado que Rachel Hilson havia sido escalada como Mia, substituindo Sequoyah. A reformulação foi feita para levar o personagem a uma nova direção criativa. Em 23 de outubro de 2019, também foi anunciado que Sophia Bush havia sido escalada para o papel de Veronica, a nova namorada do pai de Mia.
Em novembro de 2020, Betsy Brandt foi anunciada como tendo sido escalada para a segunda temporada como Dawn, a mãe de Felix, que luta com problemas de saúde mental. Ava Capri e Anthony Keyvan também foram anunciados como integrantes do elenco da segunda temporada.

### Filmagem
As filmagens da série começaram em agosto de 2019, em Los Angeles, com Amy York Rubin dirigindo o primeiro episódio. As filmagens para a segunda temporada começaram em 9 de novembro de 2020.

## Lançamento
A série  foi lançada no catálogo do Hulu em 17 de junho de 2020. Em 23 de fevereiro de 2021, a série estreou na aba STAR do Disney+ de alguns dos países do Oeste Europeu, Austrália, Nova Zelândia e Canadá. Estreou com disponibilidade de áudio em Inglês (Original), Alemão, Espanhol, Francês e Italiano. Em 31 de agosto de 2021, estreará na América Latina através do STAR+. Terá dublagem em Português do Brasil com o título "Com Amor, Victor" e em Espanhol Latinoamericano com o título "Yo Soy Victor". N

## Recepção

### Audiência do público
De acordo com o Hulu, a série foi o drama mais assistido do serviço durante sua semana de estreia entre 17 e 23 de junho de 2020. Também foi a série dramática original mais consumida no Hulu em 2020 durante sua primeira semana e a segunda original mais "binge-watched" no Hulu depois de Solar Opposites.

### Resposta da crítica
O agregador de criticas Rotten Tomatoes relatou uma taxa de aprovação de 93% com base em 45 resenhas, com uma classificação média de 7.15/10. O consenso dos críticos do site diz: "Michael Cimino encanta em Love, Victor, um spin-off sincero e doce, embora seguro, com muito coração." O Metacritic deu à série uma pontuação média ponderada de 68 de 100, com base em 20 críticos, indicando "críticas geralmente favoráveis".
A segunda temporada tem um índice de aprovação de 100% no Rotten Tomatoes, com uma pontuação média de 8,12/10 com base em 20 avaliações. O consenso dos críticos do site afirma: "Com base em seu elenco talentoso, Love, Victor cresce em si mesmo com uma segunda temporada madura que enfrenta situações difíceis com cuidado."

### Prêmios e indicações
| Ano  | Prêmio             | Categoria                  | Indicação    | Resulto  | Ref.   |
| ---- | ------------------ | -------------------------- | ------------ | -------- | ------ |
| 2021 | GLAAD Media Awards | Excelente Série de Comédia | Love, Victor | Indicado | [ 28 ] |